# San Bartolo

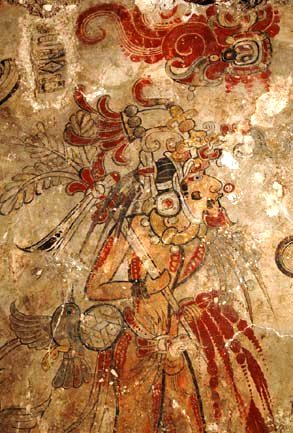
muurschildering uit San Bartolo – bloedoffer van een heerser

San Bartolo is de naam van een kleine Mayastad in de Petén van Noord-Guatemala die beroemd is geworden doordat hier in 2001 de oudste muurschilderingen en teksten van de Maya-beschaving zijn aangetroffen. De muurschilderingen (ca. 100 voor Chr.) bevinden zich binnen een klein tempelgebouw verscholen in de voet van een piramide en vertonen qua stijl een overgang van de Olmeekse naar de Mayaanse cultuur. Afgebeeld zijn onder andere de vier wereldbomen aan de voet waarvan offers worden gebracht; de maisgod te midden van een groep vrouwen, en andere taferelen uit het leven van de maisgod; en het ceremonieel van de troonsbestijging.

## Oudste verwijzing naar de Maya-kalender
Bij onderzoek naar 11 van 7000 muurfragmenten vond men de oudste verwijzing naar de Maya-kalender, 150 ouder dan de daarvoor bekende oudste kalenderverwijzing. 